# Zawada (powiat człuchowski)
Zawada (kaszb. Zawadô) – osada kaszubska w Polsce położona w województwie pomorskim, w powiecie człuchowskim, w gminie Przechlewo między jeziorami Szczytno Małe i Końskim. Wieś jest częścią składową sołectwa Szczytno.
Zawada to byłe dobra rycerskie w powiecie człuchowskim o powierzchni 929 hektarów (472 roli ornej, 37 łąk, 129 lasu) w parafii katolickiej Przechlewo odległej o cztery kilometry .

## Historia
Pierwsze informacje dotyczące powstania Zawady pochodzą z 1362 roku w którym to rycerz Gotzslaw otrzymał z rąk wielkiego mistrza Winrycha von Kniprode 40 łanów koło Szczytna po drugiej stronie Brdy. Oprócz tradycyjnych obowiązków, miał również trzymać na jeziorze 4 łodzie ze swoimi chłopami na użytek Zakonu. Nazwa wsi pochodzi od położenia majątku za rzeką Brdą, czyli za wodą. Na przestrzeni 600 lat istnienia Zawady nie zaszły żadne zmiany w nazewnictwie, nie licząc powtórzenia jednej litery "Zawadda".
Pierwotnie ziemie te należały do Szczytna dopiero w drugiej połowie XVI wieku były podzielone na kilka części. W roku 1526 w Gdańsku Król Zygmunt Stary potwierdził przywilej na Zawadę wydany na szlachetnych Jaroslao Kynderman, Baltazaro Baythner, Georgio Brodda i wdowę po szlachetnym Bartolomei Brodda.
W 1570 roku gospodarowało w Zawadzie na 7,5 łanach trzech Russków herbu Lew, na 3 łanach W. Budner vel Buttner herbu własnego vel Ostoja odm., na 2,5 łanach S. Węgrowa być może chodzi tu o starodawny zachodniopomorski ród Wangrowa herbu własnego i na 2 łanach G. Broda herbu własnego vel Sas, były to nazwiska lub przydomki czterech pierwotnych właścicieli Zawady którzy na początku XVII wieku przyjęli odmiejscowe nazwisko Zawadzki.
W 1637 roku toczył się spór o Zawadę pomiędzy szlachetnymi Maciejem Russek-Zawadzkim, Ertmanim Brodda-Zawadzkim, Andrzejem Buthner-Zawadzkim, Krzysztofem Buthner-Zawadzkim i Jakubem Brodda-Zawadzkim mieszczaninem Chojnickim z jednej strony a Hrabią Eberstein z drugiej strony.
Tłumaczyć to może dlaczego P. Graff (Pan Hrabia) w 1648 od 11,5 włók folwarcznych z Zawady płacił 11 florenów i 15 groszy. Należy przypuszczać, że w tym czasie Zawada przechodziła z rąk do rąk. Świadczy o tym fakt, że w 1661 podatek od wsi płacił Jakub Zawadzki, gdy w pobliskiej wsi Pakotulsko Maciej Zawadzki. Należy pamiętać, że zgodnie z przywilejem z roku 1344 wydanym przez Komtura Człuchowskiego Ludolfa Hake dla braci Piotra i Macieja synów sędziego Dobrowoja 8 łanów rycerskich w Pakotulsku było związane z 2 łanami Lemańskimi w nieodległej Polnicy. Z kolei w roku 1668 w tejże właśnie niedalekiej Polnicy części lemańskie posiadał Joannes Zawadzki, a w 1682 roku w Przechlewie z części lemańskiej płacił Marcin Zawadzki.
Spór o Zawadę rozstrzygnięto na korzyść Zawadzkich. Wynika to z faktu, że w 1772 roku synowie asesora Tucholskiego Kazimierza Buthner-Zawadzkiego: Albrecht, Joseph, Anton i Konstantin odsprzedali ostatnią dziedziczną część Jakubowi Lipińskiemu – był on skarbnikiem gnieźnieńskim i pisarzem grodzkim pomorskim. Istnieje także możliwość, że inni dziedzice nie odzyskali swoich części lub gdy była w ich rękach odsprzedali ją i w ten sposób opuścili Zawadę. Należy pamiętać, że po wyjściu z gniazda Rodowego mogli zaprzestać używania przydomków gdyż nie musieli się już odróżniać. Z tego powodu ustalenie dziś którzy pomorscy Zawadzcy należą do Buthnerów, Russków czy Brodów wymagałoby indywidualnego badania poszczególnych gałęzi.
W roku 1772 we wsi były osoby o nazwiskach Grąbczewski, Lipiński, Golański, Dorpowski i Kłosiński. Natomiast w roku 1862 Wysocki, Wolszlagier, Ostrowski, Klosiński i Narożiński. Mieszkała tam typowa szlachta kaszubska.
W 1789 roku było w Zawadzie 12 domów mieszkalnych 1885 było ich już 21 mieszkało tu 135 osób: 53 katolików, 78 ewangelików i 4 żydów.
Pierwsza szkołę otwarto we wsi w roku 1825. W drugiej połowie XIX wieku wieś rozbudował major Brissen. Postawił budynki dla robotników folwarcznych oraz dworek. Dworek został spalony przez Rosjan w 1945 roku. Dziedzic Adolf Kluge w 1894 r. zbudował piec wapienny w którym wypalano odkrytą przez niego kredę łąkową. Działała tu również cegielnia.
Po I wojnie światowej właścicielem majątku został Max Schmeling, który w roku 1930 zdobył tytuł mistrza świata w boksie w wadze ciężkiej. Ostatnim właścicielem majątku był Walter Loss.
W 1939 roku stacjonowały w Zawadzie wojska niemieckie przygotowujące się do ataku na Polskę. Znajdowało się tu także polowe lotnisko z dużą liczbą samolotów pościgowych i zwiadowczych. 27 sierpnia wydano kartki żywnościowe oraz nie było rodziny u której nie byłby zakwaterowany przynajmniej jeden żołnierz niemiecki przed napadem na Polskę. Pod koniec 1939 roku Niemcy utworzyli w Zawadzie Komando. Oddział roboczy jeńców polskich (25 osób) pracował w okolicznych gospodarstwach.
W latach 1975–1998 miejscowość położona była w województwie słupskim.

## Zabytki
Według rejestru zabytków NID na listę zabytków wpisany jest park dworski z 1 poł. XIX w., nr rej.: A-341 z 23.04.1996.